# Аксёнов, Александр Афанасьевич
Алекса́ндр Афана́сьевич Аксёнов (23 мая (5 июня) 1908 — 26 сентября 1943)— участник Великой Отечественной войны, парторг 2-го стрелкового батальона 1031-го стрелкового полка (280-я стрелковая Конотопско-Коростеньская Краснознамённая ордена Суворова дивизия, 60-я армия, Центральный фронт), сержант, Герой Советского Союза.

## Ранние годы
Родился 5 июня 1908 года по одним данным в деревне Кашевята (ныне урочище на территории Филипповского сельского поселения Кунгурского района Пермского края), по другим данным в селе Усть-Кишерть Кунгурского уезда Пермской губернии (ныне Кишертского района Пермской области в крестьянской семье. Рано осиротел.
Окончил начальную школу (5 классов). Работал на балластном карьере, затем — на железной дороге.
В 1940 году был призван служить во флот. Службу проходил на Дальнем Востоке в учебном отряде Тихоокеанского флота.

### В годы Великой Отечественной войны
Участник Великой Отечественной войны с марта 1943 года.
Первый раз отличился в боях на Курской дуге. 13 июля был тяжело ранен командир взвода, и сержант Аксёнов, будучи уже парторгом роты, принял командование подразделением на себя. Под его руководством взвод успешно отразил несколько атак противника. По итогам боя, 21 августа, был награждён орденом Красного Знамени.
Участвовал в форсировании Днепра. К этому времени был назначен парторгом второго батальона 1031-го стрелкового полка.
В 2 часа ночи 25 сентября 1943 года 2-й и 3-й батальоны 1031-го стрелкового полка под ураганным огнём противника форсировали Днепр в районе рыбных промыслов в двух километрах юго-западнее села Окуниново, и сбив вражеский заслон, захватил плацдарм на западном берегу реки восточнее села Ротичи. В течение 25 и 26 сентября советские солдаты отразили 12 контратак противника, в том числе 4 с применением танков. Парторг батальона А. А. Аксёнов находился в самой гуще боя и личным примером воодушевлял бойцов. В бою он лично уничтожил более 20 вражеских солдат. Ведя бой за расширение плацдарма, 26 сентября Аксенов с небольшой группой бойцов продвинулся вперёд на 2 километра и при отражении очередной контратаки противника погиб.
Похоронен в селе Пилява Вышгородского района Киевской области, Украина.
Указом Президиума Верховного Совета СССР за мужество и героизм, проявленные при форсировании Днепра и удержании плацдарма на правом берегу, сержанту Аксёнову Александру Афанасьевичу посмертно присвоено звание Героя Советского Союза.

## Награды
- Орден Ленина;
- Орден Красного Знамени.

## Память
- Имя Аксенова носит улица в селе Усть-Кишерть.